# Ophiuche freija
Ophiuche freija là một loài bướm đêm trong họ Erebidae.